# Người Mảng
Người Mảng (tên gọi khác: Mảng Ư, Xá lá vàng) là một dân tộc thiểu số cư trú ở bắc Việt Nam và nam Trung Quốc (tỉnh Vân Nam).
Tại Việt Nam họ là một dân tộc trong số 54 dân tộc tại Việt Nam .
Tiếng Mảng thuộc nhánh Bắc Môn-Khmer của ngữ tộc Môn-Khmer trong ngữ hệ Nam Á.

## Dân số và địa bàn cư trú

### Tại Việt Nam
Người Mảng cư trú chủ yếu ở Nậm Nhùn (xã Hua Bum và Nậm Ban), Phong Thổ, Mường Lay, tỉnh Lai Châu. Dân số theo kết quả điều tra dân số năm 1999 là khoảng 2.663 người.
Theo Tổng điều tra dân số và nhà ở năm 2009, người Mảng ở Việt Nam có dân số 3.700 người, cư trú tại 14 trên tổng số 63 tỉnh, thành phố. Người Mảng cư trú tập trung tại tỉnh Lai Châu (3.631 người, chiếm 98,1% tổng số người Mảng tại Việt Nam), ngoài ra còn có ở 
Đồng Nai (17 người), 
Đắk Lắk (15 người), các tỉnh khác không quá 10 người.

### Tại Trung Quốc
Có khoảng 500 người Mảng sinh sống tại huyện Kim Bình, Châu tự trị dân tộc Cáp Nê-Di Hồng Hà, tỉnh Vân Nam, Trung Quốc. Tại đây, họ được gộp nhóm chung trong nhóm không phân loại.

## Phong tục tập quán
Thờ vị thần cao nhất là trời. Hôn nhân tự do; lúc đưa dâu có tục đánh nhau giả giữa họ nhà trai và nhà gái để giành cô dâu. Cư trú theo dòng họ, riêng biệt, ở nhà sàn. Có trưởng bản cai quản cùng hội đồng già làng.

## Văn hoá
Đặc trưng văn hoá lâu đời: tục xăm cằm, lễ thành đinh và các làn điệu dân ca.

## Trang phục
Nữ mặc váy dài, áo ngắn xẻ ngực, choàng tấm vải trắng có trang trí hoa văn. Nam mặc quần, áo xẻ ngực.

## Kinh tế
Làm nương rẫy, công cụ sản xuất thô sơ. Một số nơi làm ruộng bậc thang. Nghề thủ công đan lát.

## Người Mảng có danh tiếng
| Tên     | Sinh thời | Hoạt động                                                                          |
| ------- | --------- | ---------------------------------------------------------------------------------- |
| Lò A Tư | 1991-...  | Đại biểu Quốc hội Việt Nam khóa 14 (2016-2021), quê xã Nậm Ban, Nậm Nhùn, Lai Châu |